# Шпелда, Антонин
Антонин Шпелда (чеш. Antonín Špelda; 12 марта 1904, Швигов — 12 октября 1989) — чешский физик и музыковед
.
Окончил гимназию в Клатови, затем Карлов университет. В 1927—1952 гг. работал школьным учителем в Пльзене. Затем в 1952—1973 гг. преподавал в том же городе в педагогическом институте (ныне Западночешский университет), с 1963 г. заведующий кафедрой физики. Доктор естествознания (1968) и музыковедения (1971), исследовал различные вопросы музыкальной акустики. Автор около 150 научных работ, включая некоторые сочинения по истории музыки; среди прочего опубликовал учебник «Акустические основы оркестровки» (нем. Akustische Grundlagen des Orchestrierens; 1971, в соавторстве с Ярмилом Бургхаузером).
Как музыкант-любитель и музыковед, Шпелда также стоял у истоков Симфонического оркестра Пльзеньского радио (1946). Опубликовал в общей сложности около 10000 критических статей о музыке, рецензий.